# پیش‌‌نویس:نونه مانوکیان
نونه مانوکیان (متولد ۱۹۶۴) اهل ارمنستان است. وی رئیس بنیاد ارتقای سینما و تلویزیون کودکان و نوجوانان در ارمنستان است. 

## زندگی‌نامه
وی در ۱۹۶۴ در ایروان به دنیا آمد و از [[]] فارغ‌التحصیل گشت. وی همچنین برنده جوایزی همچون [[]] شد. او به عنوان مهمان ویژه بیستمین جشنواره فیلم کودک و نوجوان در مسکو و عضو هیئت داوران چهاردهمین جشنواره فیلم کودک قاهره نیز تجربیاتی دارد.